# 聖查爾斯鎮區 (明尼蘇達州威諾納縣)
聖查爾斯鎮區（英語：St. Charles Township）是位於美國明尼蘇達州威諾納縣的一個行政鎮區。

## 歷史
聖查爾斯鎮區於1858年設立，得名自嘉祿·鮑榮茂（Charles Borromeo）。

## 地方資料
聖查爾斯鎮區的面積為82.18平方千米，皆為陸地。根據2020年美國人口普查的數據，當地共有人口651人，而人口密度為每平方千米7.92人。